# Риков Євген Павлович
Ри́ков Євге́н Па́влович (1906, с. Алтай, нині Катон-Карагайський район, Східноказахстанська область, Казахстан — 21 вересня 1941, поблизу м. Лохвиці, УРСР, СРСР) — політичний працівник Червоної Армії, дивізійний комісар. Член Військової ради Південно-Західного фронту Червоної армії під час німецько-радянської війни.

## Біографія
Народився в с. Алтай (нині Катон-Карагайський район, Східноказахстанська область, Казахстан) у селянській родині. член ВКП(б) з 1927 року.
В армії з 1928 року. З 1931 року — політрук ескадрону, а з 1933 року — інструктор політвідділу дивізії. У 1933–1938 роках був помічником командира ескадрону з політичної частини 4-го Харківського Червоного козацтва кавалерійського полку, пізніше інструктор по роботі серед членів комсомолу 1-ї Червоного козацтва кавалерійської дивізії. Закінчив Військово-політичну академію ім. Леніна (1938).
З 1938 року — начальник політвідділу 6-го кавалерійського корпусу, а з вересня 1939 року начальника політвідділу Білоруської армійської кавалерійської групи.

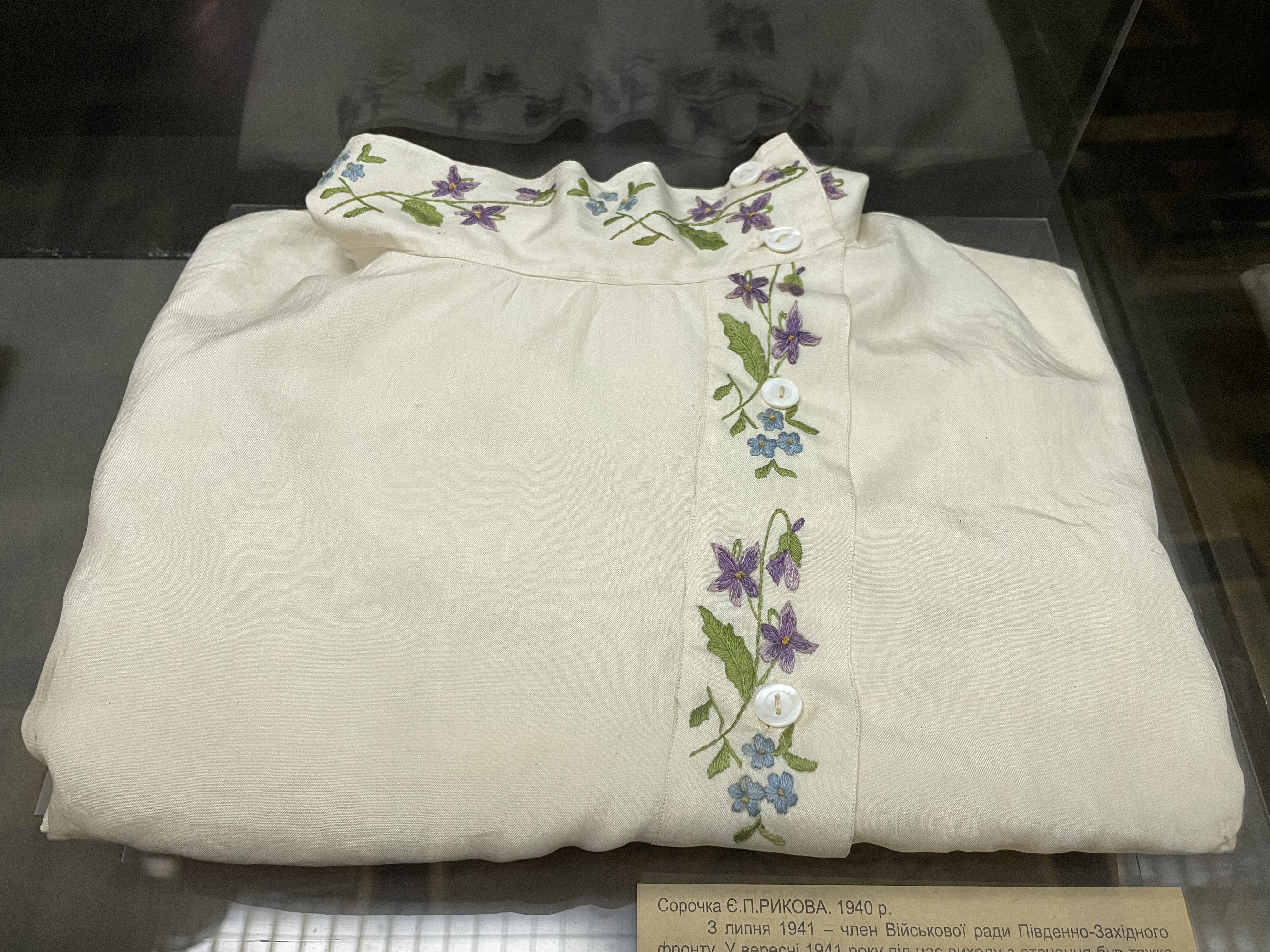
Сорочка Є. П. Рикова, 1940 р. Національний музей історії України у Другій світовій війні, Київ.

Учасник радянсько-фінської війни 1939–1940 років.
З листопада 1940 року начальник політуправління 9-ї армії. З червня 1940 року — Член Військової ради Середньоазіатського військового округу. Того ж року Рикову було присвоєно звання дивізійний комісар.
На початку німецько-радянської війни Риков займав посаду члена Військової ради Південно-Західного фронту. У ході відступу від Києва радянських військ, разом зі штабом Південно-Західного фронту намагався вийти з оточення в районі міста Лохвиці 21 вересня 1941 року. За офіційною радянською версією Євген Риков був убитий у штиковій атаці при прориві лінії фронту поблизу села Ісківці, разом з Михайлом Кирпоносом і Михайлом Бурмистенком.
За іншою версією, був важко поранений і потрапив у полон, де й помер у листопаді 1941 року. 

## Пам'ять
Ім'я Є. П. Рикова в Казахстані носить Катон-Карагайська середня школа, в якій він навчався. У 1967–2016 році на честь Комісара Рикова була названа теперішня вулиця Петра Курінного в Києві.

Анотаційна дошка з колишньою назвою вулиці Комісара Рикова